# К новому берегу
«К новому берегу» — советский цветной художественный фильм, снятый в 1955 году Леонидом Луковым по роману Вилиса Лациса.
Первый цветной фильм латышской кинематографии, но в Латвии сохранилась только чёрно-белая копия фильма.
Фильм номинировался на «Золотого льва» в категории «Лучший фильм» на Венецианском кинофестивале 1955 года.

## Сюжет
По одноимённому роману Вилиса Лациса.
События разворачиваются в 1920—1950 годы, о драматической судьбе латышской семьи Лидумов.

## В ролях
- Жанис Приекулис — Янис Лидум
- Велта Лине — Илзе Лидума
- Лидия Фреймане — Ольга Лидума
- Янис Осис — Тауриньш, кулак
- Юрий Юровский — Кикрейзис
- Артурс Димитерс — Пацеплис
- Байба Индриксоне — Анна Пацепле
- Олга Круминя — Лавизе
- Харийс Лиепиньш — Артур
- Улдис Лиелдидж — Айвар Лидум
- Янис Грантиньш — Улупс
- Луйс Шмитс — Друкис
- Петерис Цепурниекc — Олиньш
- Болеславс Ружс — Бруно
- Юрис Леяскалнс — Жанис
- Элза Баруне — Эрна Тауриня, приёмная мать Айвара
- Виктор Коваль — Айварс в детстве
- Лёня Беляев — Артур в детстве
- Харийс Авенс — рабочий

## Съёмки
Фильм снимался в Риге, Цесисе, Валмиере и Крыму (в окрестностях Ялты и Симферополя).